# Montmartre (Pierre Frondaie)
Montmatre és una comèdia dramàtica en quatre actes de Pierre Frondaie, traduïda al català per Salvador Vilaregut. Estrenada a l'Apolo de Barcelona, el dia 4 d'octubre de 1918.

## Repartiment de l'estrena
Maria Clara: Maria Vila
Susanna: Montserrat Faura
Simona i Anabel·la: Antònia Baró
Liliana de Vergy: Cecília Valero
Gabriela de Montinat: Carme Vinyals
Eva-Adam: Francisca Lliteras
Felicia i Mulata: N. Nugué 
La Duquesa i Camila: Maria Matas
Fanny i Julieta: Rosalia Rovira
Carlota i La Florista: Maria Fortuny
Joan Tavernier: Jaume Borràs
Albert Mareschal: Pius Daví
Gastó Logers: Enric Guitart
Saint-Sergi i Enric: Avel·lí Galcerà
Parmén: August Barbosa
Marcel i Claron: Josep Ripoll
Fardel i Municipal: Josep Esteban
Edmond i Robert: Guillem Aróstegui
Alfred i Cyrano: Andreu Guixer
Carles i Estranger: Ramon Cuadreny
Levy Brack: Gastò A. Màntua
Mosso i acomodador: Josep Carbonell
Un Tzigan: Vicenç Daroqui
Groon: el nen Soler
Parelles de balladors, concurrents i mossos de cafè, etc.
Direcció escènica: Jaume Borràs
Direcció escenogràfica: Adrià Gual